# Oliver Hörauf
Oliver Hörauf (geboren am 13. November 1996 in Bautzen) ist ein deutscher Goalballsportler.

## Karriere und Leben
Der sehbehinderte Hörauf (funktionelle Klassifizierung B3) spielt beim Chemnitzer BC, zuvor beim BFV Ascota Chemnitz.
Zu seinen Erfolgen mit der deutschen Nationalmannschaft zählen ein 2. Platz bei der Weltmeisterschaft 2018 sowie der 1. Platz bei der Europameisterschaft 2019. Bei der Europameisterschaft 2017 erreichte er im Team den 2. Platz. 2015 wurde er mit dem deutschen Team Jugend-Weltmeister, im Jahr 2017 gewann er bei den European Para Youth Games 2017 in Genua die Goldmedaille und wurde bester Torjäger.
Hörauf, der in Wetro aufwuchs und seit der vierten Klasse in Chemnitz eine Spezialschule besuchte, machte nach dem Realschulabschluss das Fachabitur mit Schwerpunkt Sozialwesen. Er erlernt den Beruf des Ergotherapeuten.